# CCRL2
CCRL2 (англ. C-C motif chemokine receptor like 2) – білок, який кодується однойменним геном, розташованим у людей на короткому плечі 3-ї хромосоми.  Довжина поліпептидного ланцюга білка становить 344 амінокислот, а молекулярна маса — 39 513.
| 10         |  | 20         |  | 30         |  | 40         |  | 50         |
| ---------- |  | ---------- |  | ---------- |  | ---------- |  | ---------- |
| MANYTLAPED |  | EYDVLIEGEL |  | ESDEAEQCDK |  | YDAQALSAQL |  | VPSLCSAVFV |
| IGVLDNLLVV |  | LILVKYKGLK |  | RVENIYLLNL |  | AVSNLCFLLT |  | LPFWAHAGGD |
| PMCKILIGLY |  | FVGLYSETFF |  | NCLLTVQRYL |  | VFLHKGNFFS |  | ARRRVPCGII |
| TSVLAWVTAI |  | LATLPEFVVY |  | KPQMEDQKYK |  | CAFSRTPFLP |  | ADETFWKHFL |
| TLKMNISVLV |  | LPLFIFTFLY |  | VQMRKTLRFR |  | EQRYSLFKLV |  | FAIMVVFLLM |
| WAPYNIAFFL |  | STFKEHFSLS |  | DCKSSYNLDK |  | SVHITKLIAT |  | THCCINPLLY |
| AFLDGTFSKY |  | LCRCFHLRSN |  | TPLQPRGQSA |  | QGTSREEPDH |  | STEV       |

A: Аланін

C: Цистеїн

D: Аспарагінова кислота

E: Глутамінова кислота

F: Фенілаланін

G: Гліцин

H: Гістидин

I: Ізолейцин

K: Лізин

L: Лейцин

M: Метіонін

N: Аспарагін

P: Пролін

Q: Глутамін

R: Аргінін

S: Серин

T: Треонін

V: Валін

W: Триптофан

Кодований геном білок за функціями належить до рецепторів, g-білокспряжених рецепторів, білків внутрішньоклітинного сигналінгу. 
Задіяний у таких біологічних процесах як поліморфізм, альтернативний сплайсинг. 
Локалізований у клітинній мембрані, мембрані.